# شيوان كندي
شيوان‌ كندي هي قرية في مقاطعة خوي، إيران. يقدر عدد سكانها بـ 267 نسمة بحسب إحصاء 2016.